# Solsidan (säsong 3)
Den tredje säsongen av Solsidan, en svensk TV-serie skapad av Felix Herngren, Jacob Seth Fransson, Ulf Kvensler och Pontus Edgren, hade premiär under hösten 2012 på TV4 och Yle Fem. Den skulle från början haft premiär den 9 september men flyttades ett par veckor före premiären. Manusgruppen hade till denna säsong dessutom utökats med Niclas Carlsson (kreativ chef för Lowe Brindfors) samt Daniella Mendel-Enk och Mia Skäringer som ska hjälpa serien att få ett kvinnligare perspektiv då det tidigare varit enbart manliga manusförfattare. Carlsson har skrivit manuset till avsnitt 5, 9 och 10 samt regisserat det första avsnittet tillsammans med Felix Herngren. Dessutom regisserade Felix Herngrens bror, Måns Herngren, några av avsnitten.
Manusarbetet till säsong tre startade under hösten 2011 och inspelningarna drog igång den 20 mars 2012 för att sedan avslutas under september. Anledningen till att det dröjt ett tag mellan säsong 2 och säsong 3 är att många av de involverade varit upptagna med andra projekt.. 

## Rollista
Handlingen kretsar som tidigare kring de två familjerna Schiller och Löfström/Svensson som består av Alex, den neurotiske 39-årige tandläkaren som porträtteras av Felix Herngren, hans maka, Anna Svensson, som spelas av Mia Skäringer och deras dotter Wilma. Den andra familjen består av Fredde Schiller, Alex barndomskompis som spelas av Johan Rheborg och som är gift med Mickan Schiller som porträtteras av Josephine Bornebusch. Tillsammans har de barnen Ebba och Victor.
Nya karaktärer under säsongen spelas av Johan Rabaeus och Gunilla Nyroos, samt Joel Spira och Jennie Silfverhjelm som spelar ett nyskilt par Jonas och Elsa vars hus Alex och Anna köper. "Renoveringskaoset tär på Annas och Alex förhållande. Det påverkar dem en del, men de kämpar på som vanligt" berättar Felix Herngren. Peter Dalle spelar Lussans nya pojkvän, Richard.

## Avsnitt
| Nr i serien | Nr i säsongen | Titel                  | Regissör                         | Manus                                | Sändningsdatum   | Tittarsiffror (miljoner) |
| --- | ------------- | ---------------------- | -------------------------------- | ------------------------------------ | ---------------- | ------------------------ |
| 21 | 1             | "Husköpet"             | Felix Herngren & Niclas Carlsson | Felix Herngren                       | 7 oktober 2012   | 2,03                     |
| Alex och Anna flyttar in i ett nytt hus som de köpt av paret Elsa och Jonas som ligger i skilsmässa, men de upptäcker att en del av huset måste renoveras. I utbyte mot att köpeskillingen sänks kommer de överens om att Jonas ska bygga köket färdigt åt dem. Renoveringen ökar dock deras utgifter och de inser att de måste få ett riktigt bra pris för sitt gamla hus för att ha råd, för att trigga upp priset anlitar Alex Ove som bulvan under namnet Uno Sandberg. När Ove hör att de köpt huset på Vitsippebacken 37 upplyser han dem mer än gärna att det är det ökända skilsmässohuset. Alla par som flyttat in där har skilt sig. Alex försöker skratta bort Oves påstående men är lite orolig. När mäklaren hör av sig och berättar att hon fått ett fantastiskt pris på huset från en Uno Sandberg försöker Alex få mäklaren att tacka nej och ta budet under. Mäklaren erkänner då att hon anlitat en bulvan för att få fart på priset. Det slutar med att de får nöja sig med ett betydligt lägre pris för huset än vad de hade räknat med. Fredde försöker få Victor att bli intresserad av kärnämnen som matematik, samtidigt upptäcker de att deras hus blivit infekterat med vägglöss. Mickan flyttar därför in på Grand Hotel men inser snart att även hon är smittad. |               |                        |                                  |                                      |                  |                          |
| 22 | 2             | "The Switch"           | Måns Herngren                    | Daniella Mendel-Enk                  | 14 oktober 2012  | 1,92                     |
| Efter att Alex klagat på att han börjar känna sig gammal för Fredde börjar han att noja ännu mer, men inte bara för sin ålder utan främst för sin pung. Fredde delar med sig av en teori som han kallar "the switch", som enligt honom är något alla tjejer diskuterar. I korthet går teorin ut på att när man blir äldre når man till sist en punkt, the switch, där ens pung plötsligt hänger längre än ens penis. Alex blir orolig och tror sig se tecken överallt på att tjejer pratar om detta. Efter att Mickan pratat med en annan mamma på Victors skola blir hon orolig för att Victor inte har tillräckligt med hobbys då detta kan skada honom i framtiden eftersom många livslånga viktiga nätverkskontakter knyts i unga år i Solsidan. Hon ser därför till att Victor går i så många aktiviteter som bara hinns med, detta gör dock att hon inte får sin tid att räcka till både barnen och shopping. Alex och Anna försöker hitta ett dagis till Vilma, men hittar ingenting de tycker om. Efter att ha besökt ett naturdagis där all tid tillbringas i skogen och som drivs som kooperativ av föräldrarna gör de allt för att hitta något annat; en dagmamma med noll genustänk och ett dagis med för mycket genustänk och en "hen"-filosofi. Det slutar med att de bestämmer sig för det kooperativa skogsdagiset trots allt. |               |                        |                                  |                                      |                  |                          |
| 23 | 3             | "Samåkning"            | Måns Herngren                    | Mia Skäringer & Josephine Bornebusch | 21 oktober 2012  | 1,94                     |
| Anette Sundberg har fått ett nytt jobb på 7 AP-fonden, som råkar ligga precis intill Freddes jobb. Hon överraskar därför Fredde under ett lunchmöte och föreslår att de kan börja samåka. Fredde ljuger och säger att han åker till jobbet redan klockan sex på morgonen så att det är nog ingen bra idé. Hemma hos Anna och Alex jobbar Jonas på köket, men sprider samtidigt en massa negativa känslor kring förhållanden. Han kan inte släppa sin egen skilsmässa och börjar få Anna och Alex att fundera kring sådana frågor och sina känslor för varandra. Efter en grillkväll hos Mickan och Fredde antyder Jonas att Alex och Anna har problem och att de kanske borde gå i terapi. Alex försöker därför bevisa hur bra de har det och blir lite för kärvänlig enligt Anna. De börjar i alla fall att gå i terapi men inser att de inte har någonting att vara oroliga för. Mickan vill skaffa ett till barn och försöker övertala Fredde, bland annat har hon träffat ett medium som säger att de kommer att skaffa ett till barn. Mot sin vilja börjar Fredde att samåka med Anette efter att hon dykt upp hemma hos honom klockan sex på morgonen. Fredde ber Mickans medium om råd angående en affär, ett råd som visar sig vara ett enormt lyckokast. Men helt plötsligt klarar Fredde inte av att fatta beslut alls utan att först rådfråga mediet, vilket leder till att han gör ett stort misstag på jobbet. Alex och Anna klarar inte av Jonas negativa inställning och konstanta skilsmässoprat och beslutar sig för att avsäga sig köksrenoveringen som han utför. |               |                        |                                  |                                      |                  |                          |
| 24 | 4             | "Släktforskning"       |                                  | TBA                                  | 28 oktober 2012  | 1,97                     |
| Efter att försäljningen av Alex och Annas hus gått med rejäl förlust har de en väldigt ansträngd ekonomi. Ett sätt att få in pengar är om Anna skulle börja jobba igen och Alex ber Fredde om råd för hur han ska få henne till det. Mickan får komplex över sin enkla bakgrund efter ett samtal med Lussan och börjar släktforska. Men hon får inte det resultat hon önskar. Ove försöker också hjälpa Alex att spara pengar men han själv håller på att förtäras av sin svartsjuka på Fredde. |               |                        |                                  |                                      |                  |                          |
| 25 | 5             | "Inneboende"           |                                  | Niclas Carlsson                      | 4 november 2012  | 1,84                     |
| Fredde får en ny kollega, Kjell, som är tillfälligt bostadslös och Fredde bjuder in honom att bo hos honom och Mickan tills han får tillgång till sin lägenhet. Anna och Alex har gett upp hoppet om att Jonas ska bli klar med deras kök och bestämmer sig för att anlita en ny hantverkare. Mickan vill ha ett barn till men Fredde tycker det räcker med de två barn de har. För att väcka Freddes faderskänslor skaffar hon sig ett fadderbarn men Lussan har en hel del synpunkter på Mickans val av barn. |               |                        |                                  |                                      |                  |                          |
| 26 | 6             | "Sittkissaren"         |                                  |                                      | 11 november 2012 | 1,76                     |
| Anna blir kompis på Facebook med en mamma som hon träffar på dagis. Hon tycker till en början att det är kul men blir snart irriterad över den nya vännens statusuppdateringar. En vän till Victor visar sig vara aggressiv och Mickan bestämmer sig för att konfrontera hans mamma. Men när föräldrarna träffas för att prata ut visar det sig att pappan är en viktig affärskontakt till Fredde. Fredde och Alex hamnar i en diskussion om huruvida det är manligt att sitta och kissa. |               |                        |                                  |                                      |                  |                          |
| 27 | 7             | "Kompensationsfaktorn" |                                  |                                      | 18 november 2012 | 1,91                     |
| Anna försöker få Alex att aktivera sig. Oves svartsjuka över Anettes samåkning med Fredde till jobbet blir allt påtagligare. Lussan har träffat en ny man och alla undrar vad hon ser hos honom eftersom han varken är snygg eller rik. |               |                        |                                  |                                      |                  |                          |
| 28 | 8             | "Miljövänlig"          |                                  |                                      | 25 november 2012 | 1,95                     |
| Alex och Anna ber Jonas komma tillbaka för att göra klart köket. När Alex inte kan förklara varför de kastade ut honom från början leder det till en härva av missförstånd. Mickan får problem när hon ska bjuda sina miljömedvetna väninnor på middag och hur hon än gör blir det fel. |               |                        |                                  |                                      |                  |                          |
| 29 | 9             | "Kemtvätten"           |                                  | Niclas Carlsson                      | 2 december 2012  | 1,81                     |
| I Saltsjöbaden öppnar en kemtvätt som bär samma namn som Mickans och Freddes efternamn. När Anna och Alex undersöker olika förlossningsalternativ anklagar Anna Alex för att vara en morsgris. Han försöker bevisa motsatsen men lyckas inte något vidare. |               |                        |                                  |                                      |                  |                          |
| 30 | 10            | "Vattnet går"          | Tova Magnusson                   | Niclas Carlsson, Jesper Harrie       | 9 december 2012  | 1,81                     |
| Anna och Alex har äntligen fått sitt kök klart, Ove föreslår därför att de ska ha inflyttningsfest. Alex är dock väldigt tveksam till den idén eftersom Anna är höggravid och absolut inte vill ha massa folk hemma, men Ove insisterar och säger att han står för allt från mat och dryck till själva förberedelserna. Han berättar att han och Anette har haft det lite jobbigt på sista tiden och att de behöver komma ut och göra något roligt tillsammans. Han bestämmer också att det ska vara en överraskningsfest för att inte Anna ska få reda på det. Fredde blir fortfarande trakasserad av Anette och det har även eskalerat, hon har börjat skicka snuskiga bilder till hans telefon. Alex försöker förmå Fredde att ta bort bilderna från sin telefon, men Fredde vidhåller att det inte kan skada att ha en "plan B" om det skulle skita sig med Mickan av någon anledning. Av misstag lyckas Anna få reda på festen som Ove planerar, hon blir inte glad men går till slut med på det om de lovar att det blir en stillsam tillställning. När det väl är dags för festen visar den sig inte vara så lugn som Ove och Anette lovat, dessutom har de gjort en tipspromenad som handlar om alla deras grannar i Saltis, vilket inte uppskattas. Anette fortsätter att stöta på Fredde som inte helt avvisar henne, men samtidigt börjar känna sig alltmer obekväm, särskilt när Ove stövlar in när de är i Alex och Annas sovrum och Anette lagt sig på sängen och försöker få Fredde att lägga sig bredvid. En av frågorna på tipspromenaden handlar om Lussans kille, Richard, och att han är bipolär. Richard blir bestört över att hela Saltis tycks känna till hans sjukdom och tappar alla hämningar helt och börjar dricka. Efter att alla gästerna till slut har gått är det bara Anna, Anette och Ove kvar när Anna plötsligt får värkar och vattnet går. Ove utnämner sig själv till barnmorska och Anette återfår plötsligt sina känslor för Ove mitt under förlossningspaniken. Samtidigt får Mickan reda på att Anette skickat snuskbilder till Freddes telefon och att han har behållit dem, något hon konfronterar honom med. Hon följer sedan med Lussan till akuten efter att Richard har kollapsat, full som en alika. Alex skyndar hem, men missar förlossningen och hittar istället Anna tillsammans med deras nyfödda son. |               |                        |                                  |                                      |                  |                          |

## DVD/Blu-ray-produktion
Solsidan Säsong 3 släpptes på Blu-ray och DVD den 10 dec 2012 och innehåller alla avsnitt samt en bakomfilm producerad av Erik Artur.